# John Stewart-Murray (8e duc d'Atholl)
John George Stewart-Murray (15 décembre 1871 - 16 mars 1942) est un soldat écossais et un homme politique unioniste.

## Jeunesse
Titré marquis de Tullibardine de naissance, il est né au château de Blair, dans le Perthshire, le deuxième mais aîné des fils survivants de John Murray (7e duc d'Atholl), et de Louisa, fille de Sir Thomas Moncreiffe, 7e baronnet et fait ses études au collège d'Eton. Il apprend à parler gaélique avant l'anglais. Dans Partenariat de travail, sa femme, la duchesse d'Atholl, dit que Tullibardine et tous ses frères et sœurs ont été élevés pour parler le gaélique et y sont « extrêmement compétents ». Il est président de An Comunn Gàidhealach, la Société nationale gaélique, de 1898 à 1904.

## Carrière militaire

### Service dans les Royal Horse Guards
Il est officier dans les Royal Horse Guards avec le grade de sous-lieutenant le 28 décembre 1892 et est promu lieutenant le 30 décembre 1893. Il sert dans l'expédition de Kitchener au Soudan, combattant à la bataille de Khartoum et à la bataille d'Atbara. Il reçoit l'Ordre du Service distingué (DSO) le 15 novembre 1898 et atteint le grade de capitaine un an plus tard, le 20 novembre 1899.

### Seconde guerre des Boers
En 1900, il sert comme aide de camp du brigadier-général JF Burn-Murdoch, à la tête d'une brigade de la division de cavalerie stationnée au Natal. En novembre 1900, il reçoit le grade de major breveté dans les Royal Horse Guards et Lord Kitchener, sous qui il a servi lors de la campagne d'Omdurman, lui demande de lever un régiment d'Écossais en Afrique du Sud, appelé The Scottish Horse. Le régiment est levé rapidement et prend rapidement au service actif dans le Transvaal occidental. Un deuxième régiment de Scottish Horse est levé à partir de troupes recrutées par le 7e duc d'Atholl et un quartier général permanent est mis en place pour approvisionner ces deux régiments, avec Atholl aux commandes mais avec des commandants subordonnés sur le terrain en charge de chacun des régiments. Ce succès continue jusqu'à ce que le Scottish Horse soit une brigade entière à la fin de la seconde guerre des Boers. En août 1901, Lord Tullibardine reçoit le grade local de lieutenant-colonel en Afrique du Sud alors qu'il commande le Scottish Horse. Il est mentionné dans les dépêches de Lord Kitchener en date du 23 juin 1902. Après la fin de la guerre en juin 1902, Lord Tullibardine et la plupart des hommes du Scottish Horse quittent Le Cap à bord du SS Goth début août et arrivent à Southampton plus tard le même mois.
Après son retour au Royaume-Uni, il est reçu le 28 septembre 1902 au château de Balmoral par le roi Édouard VII, qui lui remet l'insigne de membre (4e classe) de l'Ordre royal de Victoria (MVO) pour ses services rendus en Afrique du Sud. L'année suivante, il est promu au grade effectif de lieutenant-colonel dans l'armée.

### Première Guerre mondiale
Pendant la Grande Guerre, Atholl commande une brigade d'un régiment Yeomanry et les emmène combattre à pied (sans chevaux) dans la campagne des Dardanelles contre les Turcs. Il obtient le grade de général de brigade temporaire en 1918.

### Fin de carrière
Pendant la Seconde Guerre mondiale, malgré ses soixante-dix ans, Atholl rejoint la Home Guard comme officier de garde à Whitehall. Il reste étroitement lié au Scottish Horse, demeurant au poste de colonel commandant jusqu'en 1919 et de colonel honoraire de 1920 jusqu'à sa mort en 1942. Il joue un rôle clé dans l'établissement d'un monument commémoratif de guerre national écossais au château d'Édimbourg après la Première Guerre mondiale et ses documents relatifs à cela sont conservés par la Bibliothèque nationale d'Écosse.

## Carrière politique
Il est élu député unioniste de West Perthshire aux élections générales de janvier 1910 et siège aux Communes jusqu'en 1917, date à laquelle il succède à son père et siège à la Chambre des lords en tant que 8e duc d'Atholl . En 1918, il est fait chevalier de l'ordre du Chardon, puis est lord Haut Commissaire à l'Assemblée générale de l'Église d'Écosse jusqu'en 1920. En novembre 1921, il est admis au Conseil privé et est nommé Lord-chambellan par David Lloyd George, poste qu'il occupe jusqu'à la chute du gouvernement de coalition en octobre de l'année suivante.
En dehors de ses carrières militaire et politique, Atholl est grand maître des francs-maçons écossais entre 1908 et 1913 et aide de camp du roi George V entre 1920 et 1931. Il obtient la liberté de la ville d'Édimbourg. Selon l'autobiographie de sa femme Working Partnership (1958), Atholl est considéré comme un candidat possible à la couronne d'Albanie après une rencontre fortuite avec une délégation à Florence qui est impressionnée par sa personnalité.

## Loterie
En 1932, Atholl attire l'attention du pays lorsqu'il lance une loterie dans le but d'empêcher l'argent d'aller à l'étranger pour le concours des hôpitaux de l'État libre d'Irlande. L'argent que ce programme lève, est donné à des œuvres caritatives britanniques, principalement des hôpitaux, mais en 1933, il est poursuivi par le directeur des poursuites pénales, Sir Edward Hale Tindal Atkinson, pour avoir promu une loterie illégale. Malgré cela, les activités de loterie d'Atholl restent admirées et considérées par de nombreux Britanniques comme étant patriotiques.

## Famille
Alors qu'il est encore marquis de Tullibardine, Atholl épouse Katharine Ramsay, fille de Sir James Ramsay, 10e baronnet, à l'église Sainte-Marguerite de Westminster, le 20 juillet 1899. Son épouse mène ensuite une longue carrière politique à part entière au sein de l'administration locale, à la Chambre des communes et en tant que ministre du gouvernement . Ils n'ont pas d'enfants. Atholl est décédé le 16 mars 1942, à l'âge de 70 ans, et est remplacé par son plus jeune frère, James Stewart-Murray (9e duc d'Atholl). Sa veuve, Katharine, duchesse d'Atholl, est décédée en octobre 1960, à l'âge de 85 ans.